# Tommy Richman
Tommy Richman (Woodbridge, 21 marzo 2000) è un cantante statunitense.
Diventato noto al grande pubblico grazie al singolo Million dollar baby, che ha raggiunto la vetta della classifica australiana, neozelandese e della Billboard Global 200,  debuttando al secondo posto della Billboard Hot 100, nonché venendo considerato un brano di successo; nel corso della sua carriera ha pubblicato due album in studio e due EP, ottenendo candidatura nell'ambito di premi musicali, tra cui gli MTV VMA.

## Discografia

### Album in studio
- 2024 – Coyote

### EP
- 2022 – Paycheck
- 2022 – Alligator
- 2023 – The Rush

### Singoli
- 2024 – Million Dollar Baby
- 2024 – Devil Is a Lie
- 2025 – Actin Up